# Nothoscordum tafiense
Nothoscordum tafiense är en amaryllisväxtart som beskrevs av Pierfelice Ravenna. Nothoscordum tafiense ingår i släktet vaniljlökar, och familjen amaryllisväxter. Inga underarter finns listade i Catalogue of Life.